# 時事縱橫
《時事縱橫》（英語：Newsline）是香港亞洲電視國際台時事清談節目，初時為本港台播出，往後改為於國際台播出。2015年1月25日前，節目由資深記者褚簡寧（Michael Chugani）主持，邀請城中政治人物名人訪問，逢星期日晚上八時播出首播。但因亞視欠薪，人手資源短缺，由2015年1月11日及18日一度改為重播以往訪問內容，2015年1月25日起再次製作及播映，改由亞視英文新聞部總編輯Yonden Lhatoo主持。隨著Yonden Lhatoo3月14日離開亞視，加上褚簡寧（Michael Chugani）經已轉投無線，在播映原先已錄影的集數後，由4月19日起改由盛浩文（Harminder Singh）主持。隨著 2015年年尾出現持續欠薪，節目在2016年1月27日播出後便暫停製作，直到3月13日才重現熒幕，並改由楊偉雄 （Raymond Yeung）主持。

## 節目歷史
2015年1月25日前，節目由資深記者褚簡寧（Michael Chugani）主持，邀請城中政治人物名人訪問，逢星期日晚上八時播出首播。
但因亞視欠薪，人手資源短缺，由2015年1月11日及18日一度改為重播以往訪問內容，2015年1月25日起再次製作及播映，改由亞視英文新聞部總編輯Yonden Lhatoo主持。
隨著Yonden Lhatoo3月14日離開亞視，加上褚簡寧（Michael Chugani）經已轉投無線，在播映原先已錄影的集數後，由4月19日起改由盛浩文（Harminder Singh）主持。
《時事縱橫》在2016年1月27日如常播出，但自2016年2月7日起，因亞洲電視拖欠部分員工12月份薪金的1個月期限屆滿，預料會有員工相繼離職，再加上新聞部的人手資源短缺，亞視在沒有通知下即日起取消播出《時事縱橫》，原時段及重播時段國際台改為重播2月5日一集《時事內幕追擊》。
2016年3月13日，亞視再度製作《時事縱橫》，並改由楊偉雄（Raymond Yeung）主持。
2016年3月27日，《時事縱橫》播出最後一集，該集嘉賓為楊岳橋。
2016年4月2日起，隨着亞視的電視牌照期滿，《時事縱橫》終止播映。

## 播放時間
- 國際台
  - 首播：逢星期日 20:00-20:30
  - 重播：逢星期日 23:20-23:50、逢星期三 23:20-23:50

## 重播內容
褚簡寧於2015年1月4日一集末段表示因資源短缺，本節目製作由2015年開始受到影響，該集為最後一集首播節目，但由2015年1月25日再次製作及播映。
- 2015年1月11日一集改為重播2014年11月23日訪問香港終審法院非常任法官包致金一集。
- 2015年1月18日一集改為重播2014年12月28日訪問警務處助理處長（行動）張德強一集。
- 2015年6月7日一集改為重播2015年5月10日訪問薄扶林區議會議員兼創建香港首席執行官Paul Zimmerman一集。

## 記事
- 2015年6月21日訪問公民黨黨魁梁家傑一集改用《香江怒看》錄影廠。
- 2015年11月1日訪問阿爾巴尼亞國的能源及工業部長 Damian Gjiknuri 一集改用《理財博客》錄影廠。
- 2016年2月7日，原定在節目表顯示的《時事縱橫》改為重播2016年2月5日的《時事內幕追擊》。

## 節目主持
- 2007年前：秦家驄（Frank Ching）
- 2007年至2015年1月18日：褚簡寧（Michael Chugani）
- 2015年1月25日至2015年4月12日：Yonden Lhatoo
- 2015年4月19日至2016年1月27日：盛浩文（Harminder Singh）
- 2016年3月13日至2016年3月27日：楊偉雄（Raymond Yeung）

## 每集內容

### 2016年
| 首播日期 | 嘉賓          | 身份                         |
| 1月3日   | Nicholas Chan | 爭取全民退休保障聯席創辦人   |
| 1月10日  | 梁智鴻        | 標準工時委員會主席           |
| 1月17日  | 林煥光        | 行政會議非官守議員召集人     |
| 1月24日  | 高永文        | 食物及衛生局局長             |
| 1月31日  | 陳偉業        | 人民力量立法會（新界西）議員 |
| 3月13日  | 葉建源        | 立法會（教育界）議員         |
| 3月20日  | 劉慧卿        | 民主黨主席                   |
| 3月27日  | 楊岳橋        | 公民黨立法會（新界東）議員   |

## 外部連結
- 時事縱橫[永久]
- Newsline 時事縱橫@YouTube （页面存档备份，存于）